# Filip Ditzel
Filip Ditzel (* 12. August 1985 in Lanškroun) ist ein ehemaliger tschechischer Bahnradsportler.
2002 belegte Filip Ditzel jeweils den dritten Platz im Teamsprint bei Junioren-Bahnweltmeisterschaften sowie bei Junioren-Weltmeisterschaften gemeinsam mit Jaroslav Flendr und  Daniel Lebl. 2003 wurde er Junioren-Weltmeister sowie Junioren-Europameister im 1000-Meter-Zeitfahren. Bei den Junioren-Europameisterschaften belegte er zudem jeweils den zweiten Platz im Sprint sowie im Scratch und den dritten Platz im Teamsprint (mit Adam Ptáčník und Jiří Hochmann).
2011 wurde Ditzel zweifacher tschechischer Meister im Zeitfahren und im Teamsprint, mit Denis Špička und Ptáčník.

## Erfolge
2002
- Junioren-Weltmeisterschaft – Teamsprint (mit Jaroslav Flendr und  Daniel Lebl)
- Junioren-Europameisterschaft – Teamsprint (mit Jaroslav Flendr und  Daniel Lebl)

2003
- Junioren-Weltmeister – 1000-Meter-Zeitfahren
- Junioren-Europameister – 1000-Meter-Zeitfahren
- Junioren-Europameisterschaft – Sprint, Scratch
- Junioren-Europameisterschaft – Teamsprint (mit Adam Ptáčník und Jiří Hochmann)

2011
- Tschechischer Meister – 1000-Meter-Zeitfahren, Teamsprint (mit Adam Ptáčník und Denis Špička)